# 모리야 (성경)
모리야(히브리어: מוֹרִיָּה)는 구약 성경에 등장하는 지명이다. 창세기에서 아브라함이 이사악을 번제한 곳으로 알려진 산악 지역에 주어진 지명이다. 유대인들은 창세기에 언급된 지역과 솔로몬의 성전이 건축된 곳으로 역대기에 언급된 "모리야산"으로 확인하고 있으며, 이 두 곳 모두 위치는 현재 예루살렘에 있는 성전산과도 동일하다.

## 같이 보기
- 시온산